# Roberto Merhi
Roberto Merhi, né le 22 mars 1991 à Castelló de la Plana, est un pilote automobile espagnol. Au cours de sa carrière, il a pris part à 13 Grands Prix de Formule 1 avec Manor Marussia en 2015.
Il possède des origines brésilienne et libanaise.

## Biographie

### 2006-2008: débuts en monoplace en Formule Renault 2.0
Après avoir roulé en karting, Roberto Merhi fait ses débuts en monoplace en fin d'année 2006 dans championnat d'Espagne de Formule 3 et dans le championnat d'Italie de Formule Renault. En 2007, il rejoint Jenzer Motorsport et s'engage à plein temps en Formule Renault 2.0 italienne. En quatorze courses, il s'impose une fois à Spa-Francorchamps et termine 4e du championnat. Il participe aussi à quelques courses dans d'autres championnats.
En 2008, avec Epsilon Euskadi, il termine 2e du championnat de Formula Renault 2.0 WEC derrière Daniel Ricciardo, et 4e en Eurocup Formula Renault 2.0. Merhi est également au départ du Grand Prix de Macao mais abandonne.

### 2009-2011: la Formule 3 et le GP3 Series

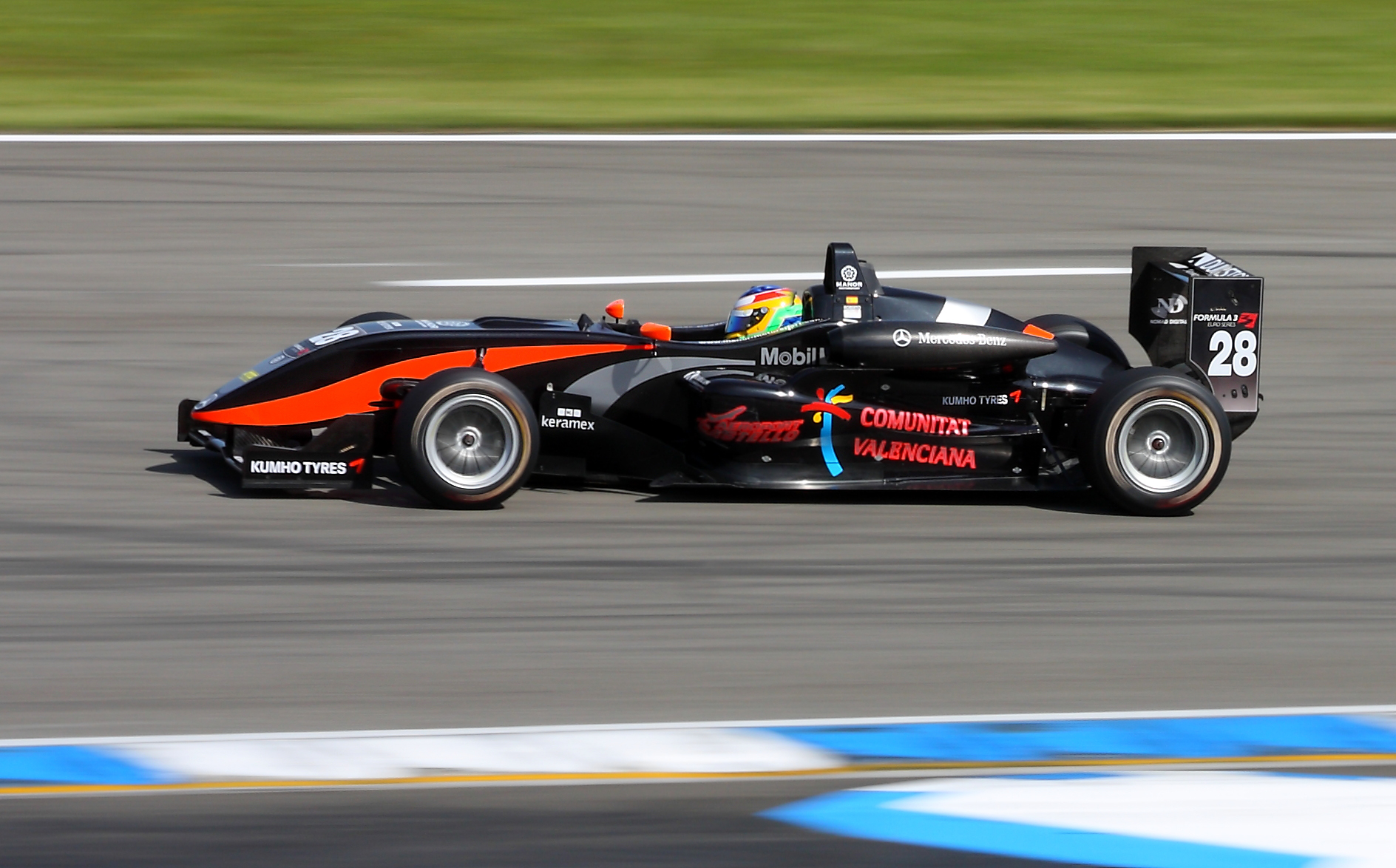
Roberto Merhi à Hockenheim en Formule 3 Euro Series.

Merhi rejoint en 2009 Manor Motorsport en Formule 3 Euro Series. Il obtient quatre podiums dont trois deuxièmes places, mais pas de victoire. Il termine 17e à Macao et 10e aux Masters de Formule 3 à Zandvoort.
Il change d'écurie en 2010 et passe chez Mücke Motorsport. C'est à Hockenheim qu'il remporte sa première course, et trois autres podiums lui permettent de finir 4e au classement. Il mène un double-programme avec la première saison du GP3 Series, où il court chez Atech CRS GP. S'il ne gagne pas, l'espagnol monte trois fois sur le podium et termine 6e au général. En fin d'année, il finit 8e à Macao.
2011 est alors sa meilleure saison en monoplace. Avec sa nouvelle écurie Prema Powerteam, il domine le championnat de Formule 3 Euro Series et s'offre onze victoires en vingt-sept courses. Il est sacré champion avec plus de 120 points d'avance sur son dauphin, Marco Wittmann. Roberto Merhi remporte également le Trophée international de Formule 3 de la FIA.

### 2012-2013: passage en DTM

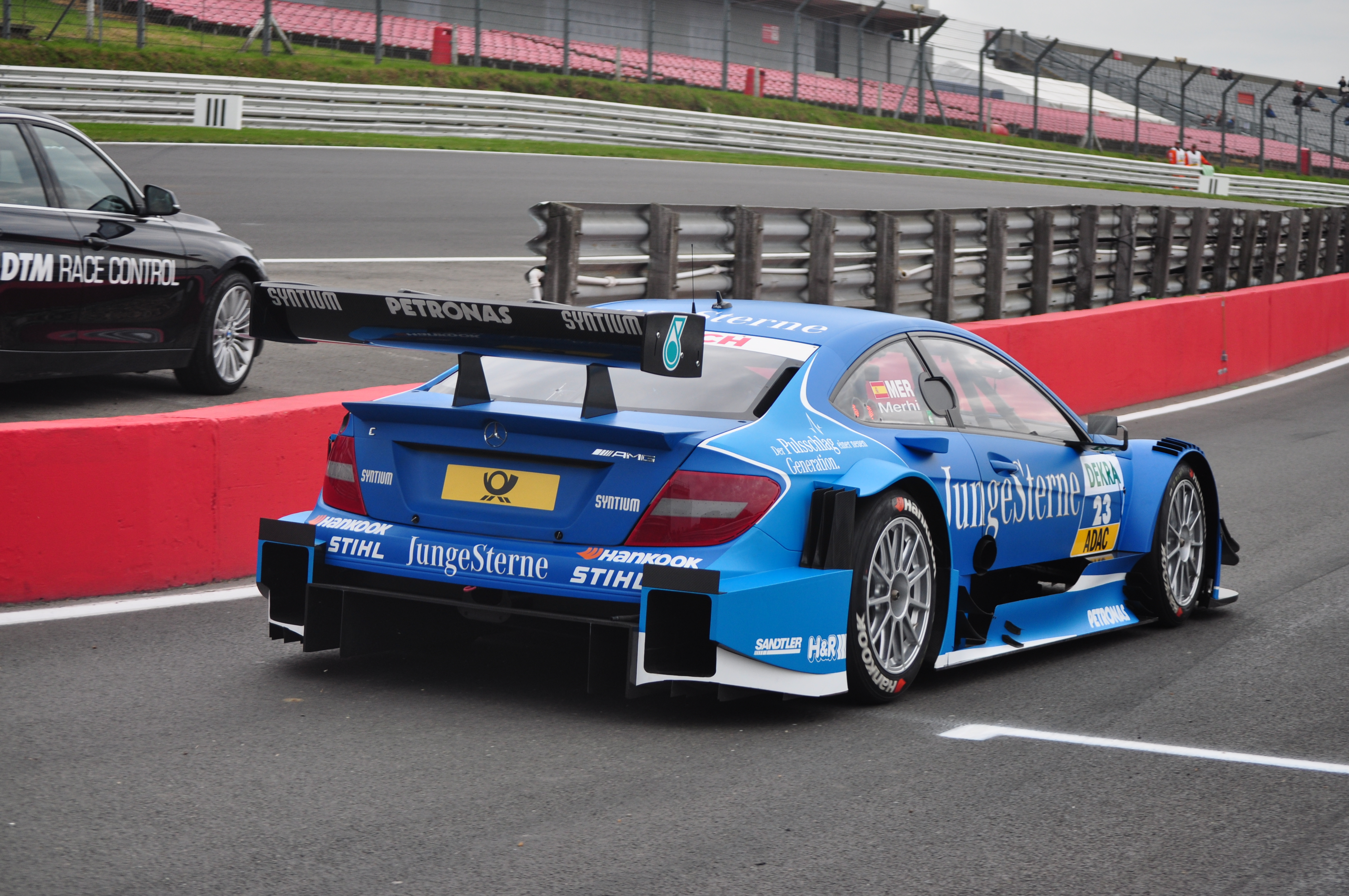
Roberto Merhi à Brands Hatch en 2012.

Soutenu par Mercedes, la firme à l'étoile place Roberto Merhi dans le championnat de DTM en 2012. Pour sa première saison, il ne fait pas mieux que 11e à Zandvoort et ne marque aucun point.
Il change d'équipe en 2013 et passe chez HWA Team, toujours avec Mercedes. Il termine 15e avec 26 points, dont un podium pour sa dernière course à Hockenheim.

### 2014: la Formule Renault 3.5 et pilote d'essais pour Caterham

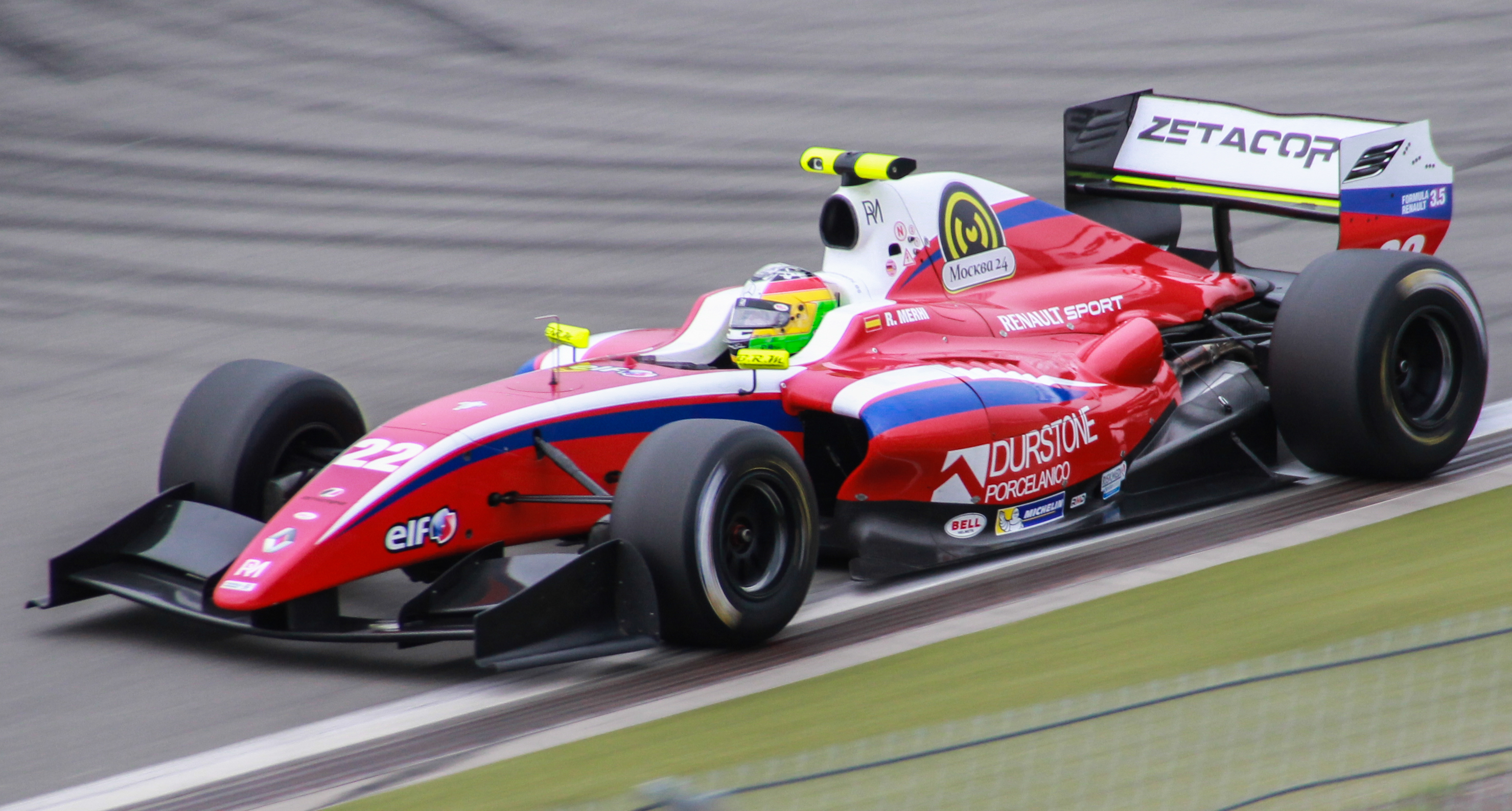
Roberto Merhi sur le Nürburgring en 2014.

En 2014, Merhi rejoint Zeta Corse en Formule Renault 3.5 Series. Il réalise une bonne première moitié saison en étant régulier dans ses résultats, avant d'enchaîner trois victoires à Moscou, au Nürburgring et à Budapest. Il inscrit à lui tout seul la totalité des points de son équipe et termine 3e du championnat. Il n'est pas pour autant le meilleur rookie, puisque Pierre Gasly finit vice-champion.
Cette même année, Caterham F1 Team le fait signer au poste de troisième pilote. Il pilote la CT05 lors de trois séances d'essais libres, à Monza, Suzuka et l'Autodrome de Sotchi. Pressenti pour remplacer Kamui Kobayashi, il ne peut toutefois pas rouler en Grand Prix, ne disposant pas de super-licence.
Merhi termine également 4e du Grand Prix de Macao pour sa cinquième participation.

### 2015: une courte expérience en Formule 1 avec Manor Marussia

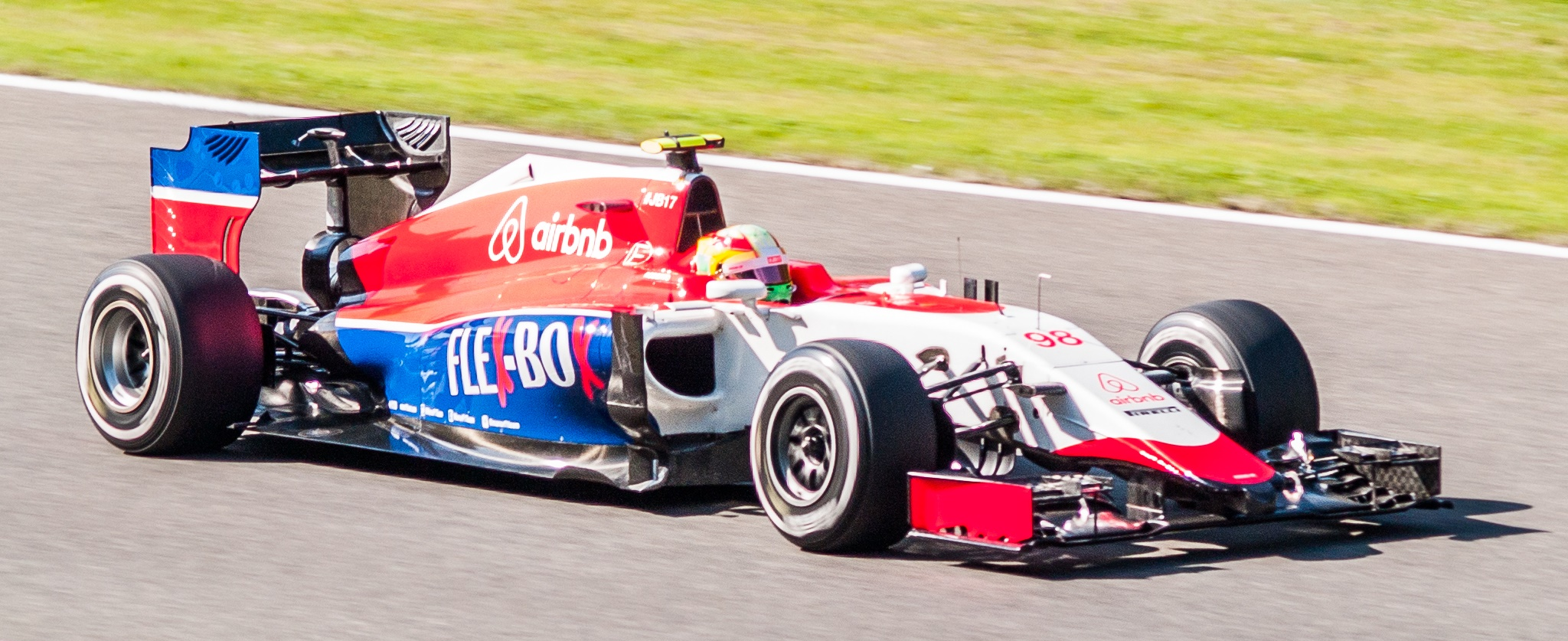
Roberto Merhi au volant de la Marussia MR03B lors du Grand Prix de Belgique 2015.

Malgré cette courte expérience en F1, il signe chez Pons Racing pour la saison 2015 de Formule Renault 3.5. Il est toutefois contacté par Manor Marussia qui cherche un pilote et, seulement quelques jours avant le début de la saison 2015 de Formule 1, Merhi rejoint l'écurie anglo-russe en tant que titulaire aux côtés de Will Stevens. Pour le premier Grand Prix de la saison à Melbourne, Marussia est contraint de rester au garage tout au long du week-end de course à la suite de problèmes de systèmes informatiques empêchant les voitures de prendre la piste. En Malaisie, Merhi prend part à son premier Grand Prix et se classe seizième et dernier de la course. Sans partenaire financier important, son baquet est menacé par Giedo Van der Garde ou encore par le troisième pilote Fabio Leimer. De plus, alors qu'il continue en parallèle la Formule Renault 3.5, il est exclu après avoir provoqué un gros accident avec Nicholas Latifi après la ligne d'arrivée sur le Red Bull Ring. Vivement critiqué après cette manœuvre dangereuse, Merhi continue tout de même l'aventure Manor et prend peu à peu l'ascendant sur son coéquipier Stevens. Il décroche une douzième place au Grand Prix de Grande-Bretagne, son meilleur résultat en Formule 1. 
Il est finalement remplacé partiellement par Alexander Rossi, pilote de GP2 Series, à partir du Grand Prix de Singapour : sur les sept derniers Grands Prix de la saison, il court en Russie et à Abou Dabi, tandis que l'américain dispute les cinq autres courses. Finalement, avec treize Grands Prix, il se classe 19e du championnat des pilotes, devançant Rossi et Stevens. Il est remercié par Marussia en fin de saison et quitte le cirque de la Formule 1.

### 2016-2017: l'endurance
En 2016, Roberto Merhi retrouve Manor et fait ses débuts dans le championnat du monde d'endurance à bord de l'une des deux Oreca 05-Nissan engagées par l'écurie britannique en LMP2,. Avec Matt Rao et Richard Bradley, il termine 3e de sa catégorie lors des 6 Heures de Spa, son meilleur résultat en WEC. Il dispute également les 24 Heures du Mans, associé à Rao et Tor Graves, mais l'équipage abandonne après 283 tours. 
Il participe en 2017 aux 6 Heures du Nürburgring avec Graves et Jonathan Hirschi, et les trois équipiers terminent 9e de la course.

### 2017-2018: la Formule 2

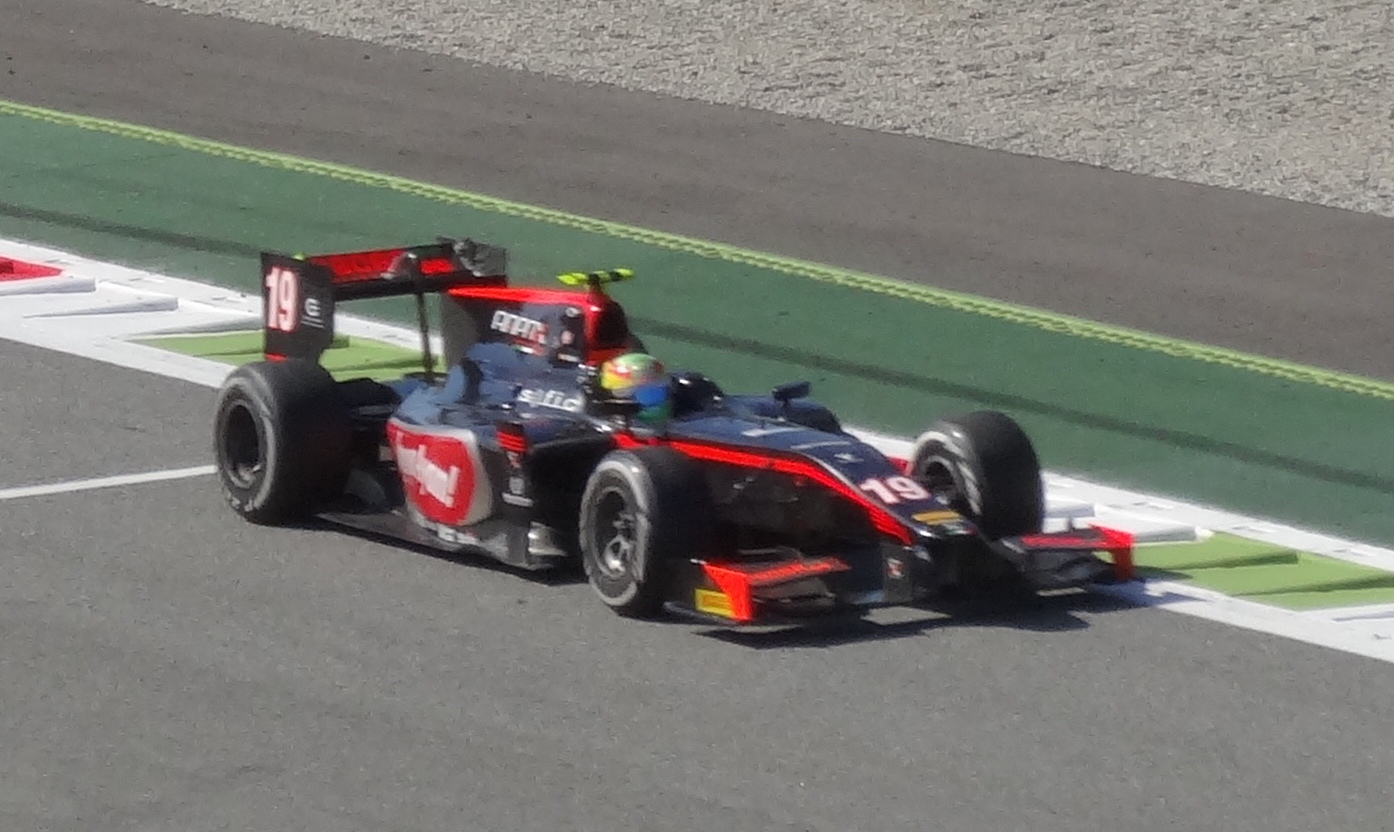
Roberto Merhi à Monza en 2017.

Contre toute attente, l'espagnol rejoint en 2017 Campos Racing en Formule 2, ex-GP2 Series. Il dispute les deux courses de Barcelone mais termine hors des points les deux fois. À Spa-Francorchamps, il fait son retour dans le paddock avec Rapax Team et inscrit dix points en deux courses. Il marque également des points à Monza en finissant 5e de la course sprint. Il ne participe pas à la manche de Jerez mais retrouve son volant pour les dernières courses à Abou Dabi, sans marquer de point. Il se classe 18e du championnat.

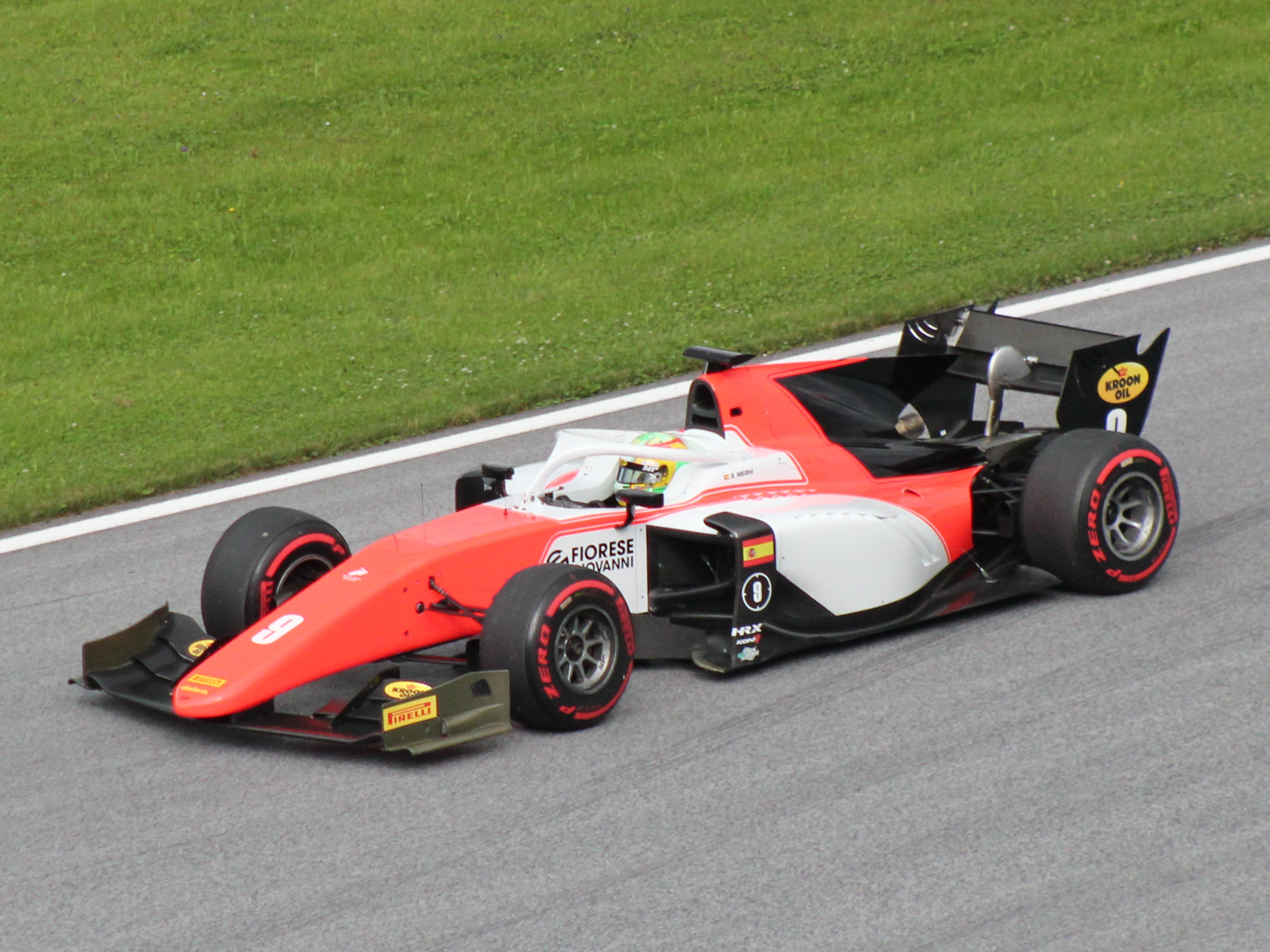
Roberto Merhi en 2018 sur le circuit de Spielberg.

Roberto Merhi continue en Formule 2 en 2018 et passe chez MP Motorsport. Il obtient son premier podium en Formule 2 lors de la course principale de Monaco, où il termine deuxième. Après avoir inscrit 41 points, il est remplacé par Dorian Boccolacci à partir de la Belgique. Il effectue son retour dans le championnat pour les deux dernières manches de la saison, de nouveau chez Campos Racing, où il remplace Roy Nissany. Cette nouvelle pige est une réussite, avec quatre entrées dans les points et un podium pour la dernière course à Abou Dabi. Roberto Merhi termine 12e du championnat.

### Depuis 2019: retour en endurance
En 2019, Roberto Merhi signe chez Eurasia Motorsport et dispute le championnat d'Asian Le Mans Series. L'équipage signe trois podiums en quatre courses et termine 4e au classement. En 2020, il participe pour la deuxième fois aux 24 Heures du Mans, une nouvelle fois en catégorie LMP2. Il franchit la ligne d'arrivée à la 14e place.

### 2022: Retour en Formule 2

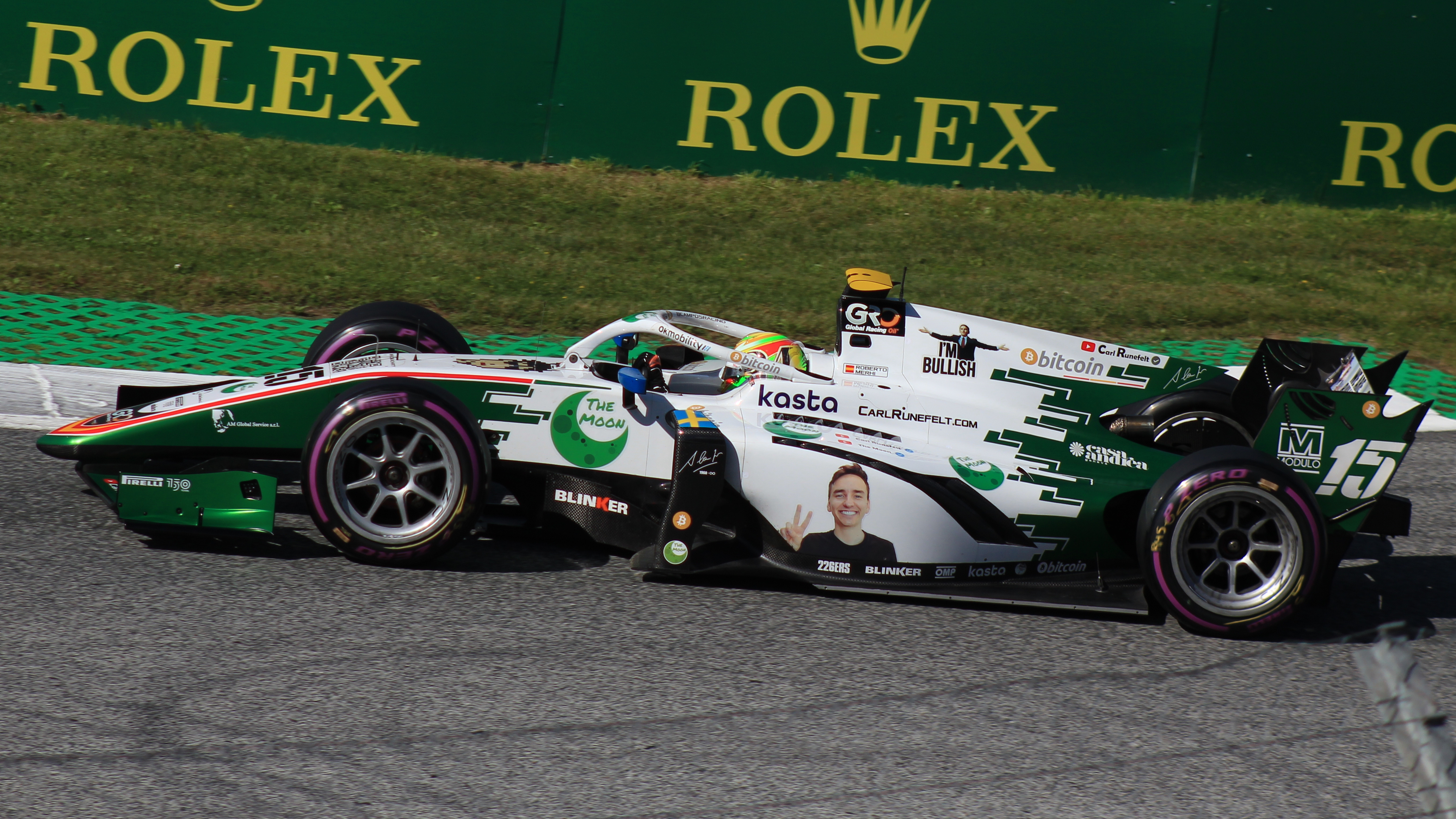
Roberto Merhi en 2022 sur le circuit de Spielberg.

En 2022, Merhi fait son retour en Formule 2 à partir de la huitième manche disputée en Autriche pour remplacer le suisse Ralph Boschung souffrant de problèmes de dos depuis plusieurs manches. Pour son retour dans la discipline, il franchit le drapeau à damiers deuxième lors de la course longue mais une pénalité de cinq secondes le fait retomber cinquième. Toutefois il sera reclassé troisième de la course profitant de la disqualification du vainqueur, Richard Verschoor pour manque d'essence ainsi que d'une pénalité infligée au deuxième de la course, Jehan Daruvala.

## Carrière

### Résultats en monoplace
| Saison | Championnat                                  | Écurie                | Courses         | Victoires       | Pole positions  | Meilleurs tours | Podiums         | Points          | Classement      |
| ------ | -------------------------------------------- | --------------------- | --------------- | --------------- | --------------- | --------------- | --------------- | --------------- | --------------- |
| 2006   | Formule Renault italienne                    | It Loox Racing        | 4               | 0               | 0               | 0               | 3               | 92              | 4e              |
| 2007   | Formule Renault italienne                    | Jenzer Motorsport     | 14              | 1               | 0               | 0               | 2               | 232             | 4e              |
| 2007   | Eurocup Formula Renault 2.0                  | Jenzer Motorsport     | 14              | 0               | 0               | 0               | 0               | 16              | 18e             |
| 2008   | Formula Renault 2.0 WEC                      | Epsilon Euskadi       | 15              | 3               | 5               | 6               | 13              | 184             | 2e              |
| 2008   | Eurocup Formula Renault 2.0                  | Epsilon Euskadi       | 14              | 2               | 2               | 1               | 7               | 108             | 4e              |
| 2009   | Formule 3 Euro Series                        | Manor Motorsport      | 20              | 0               | 0               | 0               | 4               | 42              | 7e              |
| 2010   | Formule 3 Euro Series                        | Mücke Motorsport      | 18              | 1               | 0               | 0               | 4               | 56              | 5e              |
| 2010   | GP3 Series                                   | Atech CRS GP          | 12              | 0               | 0               | 1               | 3               | 26              | 6e              |
| 2011   | Formule 3 Euro Series                        | Prema Powerteam       | 27              | 11              | 8               | 10              | 20              | 406             | Champion        |
| 2011   | Trophée international de Formule 3 de la FIA | Prema Powerteam       | 8               | 4               | 3               | 5               | 6               | 133             | Champion        |
| 2014   | Formule Renault 3.5 Series                   | Zeta Corse            | 17              | 3               | 3               | 1               | 6               | 183             | 3e              |
| 2014   | Formule 1                                    | Caterham F1 Team      | Pilote d'essais | Pilote d'essais | Pilote d'essais | Pilote d'essais | Pilote d'essais | Pilote d'essais | Pilote d'essais |
| 2015   | Formule Renault 3.5 Series                   | Pons Racing           | 8               | 0               | 0               | 0               | 1               | 26              | 14e             |
| 2017   | Formule 2                                    | Campos Racing         | 2               | 0               | 0               | 0               | 0               | 16              | 18e             |
| 2017   | Formule 2                                    | Rapax Team            | 8               | 0               | 0               | 0               | 0               | 16              | 18e             |
| 2018   | Formule 2                                    | MP Motorsport         | 16              | 0               | 0               | 0               | 1               | 61              | 12e             |
| 2018   | Formule 2                                    | Campos Vexatec Racing | 4               | 0               | 0               | 0               | 1               | 61              | 12e             |
| 2022   | Formule 2                                    | Campos Racing         | 6               | 0               | 0               | 0               | 1               | 15              | 20e             |
| 2022   | Super Formula Lights                         | B-Max Racing Team     | 3               | 0               | 0               | 0               | 0               | 0               | 14e             |
| 2022   | Super GT                                     | Team LeMans           | 7               | 0               | 0               | 0               | 0               | 6               | 26e             |

### Résultats en DTM
| Saison | Écurie             | Châssis  | Moteur      | Pneus   | Courses disputées | Victoires | Podiums | Pole positions | Meilleurs tours | Dans les points | Abandons | Points inscrits | Classement |
| ------ | ------------------ | -------- | ----------- | ------- | ----------------- | --------- | ------- | -------------- | --------------- | --------------- | -------- | --------------- | ---------- |
| 2012   | Persson Motorsport | Mercedes | Mercedes V8 | Hankook | 10                | 0         | 0       | 0              | 1               | 0               | 2        | 0               | 21e        |
| 2013   | HWA AG             | Mercedes | Mercedes V8 | Hankook | 10                | 0         | 1       | 0              | 0               | 4               | 1        | 26              | 15e        |

### Résultats en championnat du monde de Formule 1
| Saison | Écurie                 | Châssis | Moteur                | Pneus   | GP disputés | Victoires | Pole positions | Meilleurs tours | Dans les points | Abandons | Points inscrits | Classement |
| ------ | ---------------------- | ------- | --------------------- | ------- | ----------- | --------- | -------------- | --------------- | --------------- | -------- | --------------- | ---------- |
| 2015   | Manor Marussia F1 Team | MR03B   | Ferrari Type 059/3 V6 | Pirelli | 13          | 0         | 0              | 0               | 0               | 1        | 0               | 19e        |
|        | Total                  |         |                       |         | 13          | 0         | 0              | 0               | 0               | 1        | 0               |            |

| Saison | Écurie                 | Châssis        | Moteur                   | Pneus | 1   | 2      | 3      | 4      | 5      | 6      | 7        | 8      | 9      | 10     | 11     | 12     | 13  | 14  | 15     | 16  | 17  | 18  | 19     | Classement | Points inscrits |
| ------ | ---------------------- | -------------- | ------------------------ | ----- | --- | ------ | ------ | ------ | ------ | ------ | -------- | ------ | ------ | ------ | ------ | ------ | --- | --- | ------ | --- | --- | --- | ------ | ---------- | --------------- |
| 2015   | Manor Marussia F1 Team | Marussia MR03B | Ferrari V6 turbo hybride | P     | AUS | MAL 15 | CHI 16 | BHR 17 | ESP 18 | MON 16 | CAN Abd. | AUT 14 | GBR 12 | HON 15 | BEL 15 | ITA 16 | SIN | JPN | RUS 13 | USA | MEX | BRE | ABU 19 | 19e        | 0               |

Légende : ici 

### Résultats aux 24 Heures du Mans
| Année | Équipe             | no | Châssis        | Moteur                 | Pneus    | Catégorie | Équipiers                   | Tours | Résultat |
| ----- | ------------------ | -- | -------------- | ---------------------- | -------- | --------- | --------------------------- | ----- | -------- |
| 2016  | Manor              | 44 | Oreca 05       | Nissan VK45DE 4,5 l V8 | Dunlop   | LMP2      | Tor Graves Matthew Rao      | 283   | Abandon  |
| 2020  | Eurasia Motorsport | 35 | Ligier JS P217 | Gibson GK428 4,2 l V8  | Michelin | LMP2      | Nick Foster Nobuya Yamanaka | 351   | 18e      |